# Eduard von Below

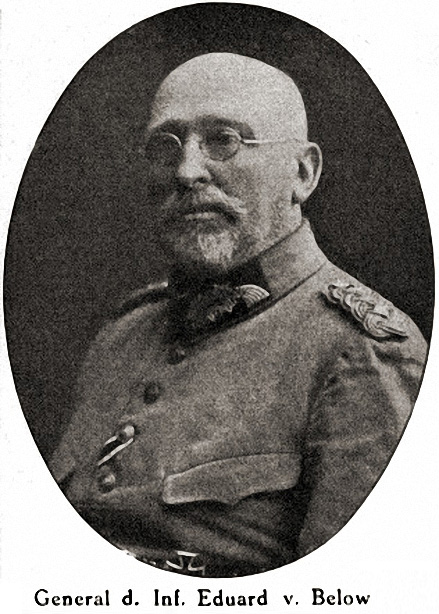
Eduard von Below

Eduard Georg Gustav von Below (* 29. Dezember 1856 in Salchow; † 13. Januar 1942 in Eutin) war ein preußischer General der Infanterie im Ersten Weltkrieg.

## Leben

### Herkunft
Eduard entstammte dem alten Adelsgeschlecht von Below. Er war ein Sohn von Eduard Friedrich Wilhelm von Below (1815–1894) und dessen Ehefrau Marie Anna Friederike, geborene von Quistorp (1824–1886).

### Militärkarriere
Below trat am 10. September 1873 aus dem Kadettenkorps kommend als Sekondeleutnant in das Großherzoglich Mecklenburgische Füsilier-Regiment „Kaiser Wilhelm“ Nr. 90 in Rostock ein. Ab 1879 diente er als Bataillonsadjutant und wurde im Jahr darauf bis Juli 1883 zur weiteren Ausbildung zur Kriegsakademie kommandiert. Für knapp zwei Jahre er Below von April 1887 bis Januar 1889 Adjutant des Bezirkskommandos Rostock. Anschließend kehrte er in sein Stammregiment zurück und wurde bei gleichzeitiger Beförderung zum Hauptmann zum Kompaniechef ernannt. Am 18. Oktober 1895 wurde Below als Adjutant zur 2. Division kommandiert. Unter Belassung in dieser Stellung erfolgte am 12. September 1896 bei seiner gleichzeitigen Beförderung zum Major die Versetzung in das 8. Ostpreußische Infanterie-Regiment Nr. 45. Vom 15. Juni 1898 bis 1. Mai 1903 war Below Kommandeur des I. Bataillons des Grenadier-Regiments „König Friedrich Wilhelm IV.“ (1. Pommersches) Nr. 2. Nachdem er zwischenzeitlich am 18. April 1903 Oberstleutnant geworden war, wurde er anschließend zum Stab des Garde-Füsilier-Regiments versetzt. Am 27. Januar 1906 beauftragte man ihm mit der Führung des 7. Thüringischen Infanterie-Regiments Nr. 96 in Gera und ernannte ihn schließlich mit der Beförderung zum Oberst am 10. April 1906 zum Kommandeur dieses Regiments. 1910 wurde Below Kommandeur der 17. Infanterie-Brigade, welche in Glogau stationiert war. Ab 1. Oktober 1912 war er Kommandeur der 9. Division.
Diese Division führte Below auch als Kommandeur innerhalb der 5. Armee zu Beginn des Ersten Weltkrieges. Zugleich war er vom 13. Mai 1915 bis 1. Februar 1917 zur Vertretung des Kommandierenden Generals des V. Armee-Korps kommandiert. Ab 2. Februar 1917 war er Kommandierender General des V. Armee-Korps. Seit 9. November 1918 führte Below als Oberbefehlshaber die Armeeabteilung C. Nach Kriegsende führte Below seine Truppen in die Heimat zurück, reichte dann sein Abschiedsgesuch ein und wurde am 19. Dezember 1918 zur Disposition gestellt.

### Familie
Am 11. März 1887 vermählte sich Below zu Scharstorf in Rostock mit Gräfin Luise Friederike Agnes von Rantzau (* 14. August 1865 in Kiel; † 15. Februar 1947 in Eutin). Aus der Ehe gingen folgende Kinder hervor:
- Eduard Karl Robert (* 25. Dezember 1887 in Rostock; † 24. Dezember 1972 in Eutin)
- Karl Georg Ulrich Paul (* 27. Juni 1891 in Carlshof bei Wismar; † 4. Oktober 1973 in Bern)

### Auszeichnungen
- Roter Adlerorden II. Klasse mit dem Stern und Eichenlaub[1]
- Kronenorden II. Klasse mit dem Stern[1]
- Preußisches Dienstauszeichnungskreuz[1]
- Komtur des Greifenordens[1]
- Reußisches Ehrenkreuz I. Klasse[1]
- Kommandeur II. Klasse des Herzoglich Sachsen-Ernestinischen Hausordens[1]
- Ehrenkreuz von Schwarzburg I. Klasse[1]
- Großoffizier des St. Alexander-Ordens[1]
- Russischer Orden der Heiligen Anna II. Klasse[1]
- Eisernes Kreuz (1914) II. und I. Klasse
- Pour le Mérite am 18. August 1917